# Flughafen Kupang

i7
i11
i13
Der Flughafen El Tari (indonesisch Bandar Udara El Tari, IATA-Code: KOE, ICAO-Code: WATT) liegt bei Penfui auf Westtimor, etwa acht Kilometer östlich des Stadtzentrums von Kupang, der Hauptstadt der indonesischen Provinz Ost-Nusa Tenggara. In der Region ist er der größte nach Passagierzahlen. Das Passagierterminal wurde 2019–20 modernisiert und verfügt nun über eine vergrößerte Kapazität. Der Flughafen ist nach dem Provinzgouverneur El Tari (1966–1978) benannt.

## Fluglinien
Zurzeit (Stand: 2023) bedient der Flughafen El Tari ausschließlich Inlandsziele, Flüge nach Osttimor sind seit der Corona-Pandemie ausgesetzt.
| Fluggesellschaft | Flugziele                                                                           |
| ---------------- | ----------------------------------------------------------------------------------- |
| Garuda Indonesia | Surabaya                                                                            |
| Citilink         | Jakarta, Ende, Labuan Bajo, Waingapu                                                |
| Lion Air         | Denpasar, Surabaya                                                                  |
| Batik Air        | Jakarta                                                                             |
| Wings Air        | Alor Island, Atambua, Bajawa, Ende, Larantuka, Maumere, Ruteng, Tambolaka, Waingapu |
| Super Air Jet    | Surabaya                                                                            |
| Nam Air          | Maumere, Tamboaka, Waingapu                                                         |

## Verkehrszahlen
| Jahr | Passagiere |
| ---- | ---------- |
| 2022 | 1.190.674  |
| 2021 | 939.896    |
| 2020 | 936.508    |
| 2019 | 1.753.982  |
| 2018 | 2.034.432  |
| 2017 | 1.761.098  |
| 2016 | 1.845.203  |
| 2015 | 1.507.369  |
| 2014 | 1.295.482  |

## Luftwaffenbasis
Der Flughafen dient auch als Luftwaffenbasis. Nach den derzeitigen Plänen sollen hier vier Kampfflugzeuge des Herstellers Suchoi stationiert werden.

## Unfälle

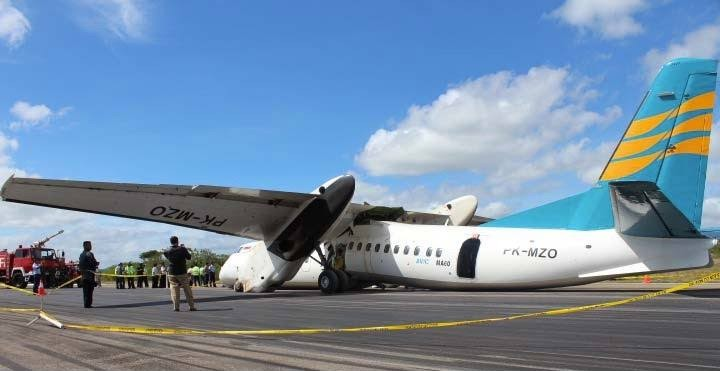
Die verunglückte Merpati-Maschine (2013)

Der erste Versuchsflug eines regulären Postdienstes des Commonwealths von Karatschi nach Darwin stürzte im April 1934 am Flugplatz von Kupang ab.
Am 10. Juni 2013 verunglückte eine Maschine der Merpati Nusantara Airlines in Kupang.